# حمید ایزدپناه
حمید ایزدپناه (زادهٔ ۲۶ آبان ۱۳۱۱ در خرم‌آباد – درگذشتهٔ ۲۰ بهمن ۱۳۹۴ در پاریس) فارغ‌التحصیل دانشکده الهیات، مدرس، نویسنده، شاعر و پژوهشگر تاریخ و موسیقی لرستان است. تخلص وی صفای لرستانی است.

## مهمترین کارهای ایزدپناه
استادحمیدایزدپناه نخستین مدیرکل اداره فرهنگ وهنرلرستان دردوره ایشان موزه مردم‌شناسی وآثارباستانی لرستان بصورت رسمی درمکان قلعه فلک افلاک راه اندازی شد. باهمت حمیدایزدپناه نخستین ترانه‌های لری باصدای استادرضاسقایی وحشمت رشیدی ازرادیوایران پخش شدورودنت نویسان خبره به موسیقی لرستان، شناسایی صدهاتپه باستانی وکشف غارمیرملاث ازنخستین غارهای منقوش جهان، نخستین گزارش وعکس ازمعبدمهرپرستی بوه اس وماماجلاله دریافته کوه وگورستان اشکانیان، ایجادانجمن‌های هنرهای تجسمی، تاتروشعروادب وحمایت ازبنیان دفترسینمای آزاد دردهه پنجاه خورشیدی، طراحی چاپ ونشرنخستین کاتولوگ ایرانگردی ولرستان‌شناسی وتاسیس کتابخانه تخصصی شاپورخواست درجوارقلعه فلک افلاک، برپایی جشن‌های آیینی لرستان درپایتخت ودیگرشهرهای ایران، سخنرانی‌های متعددومقالات بی شماردربارهٔ تاریخ باستانی ومردم‌شناسی لرستان، تالیف نخستین کتاب‌های باستان‌شناسی علمی دربارهٔ لرستان وتدوین نخستین لغت نامه لری ولکی و با نوشتن این دو کتاب «فرهنگ لری ولکی» در حفظ زبانهای اوستایی و پارسی باستان که زادگاهشان جنوب غرب ایران و در میان جغرافیای مردم لر است کوشید.
بررسی اشیای باستانی به دست آمده در لرستان توسط ایزدپناه نشان داد که به موازات ابزار نبرد که بهترین سلاح و ابزار جنگی زمان خود بوده‌است، پیکره‌های مذهبی، وسایل کشاورزی و زیورآلات بانوان همچون دستبند و کمربند، حلقه‌ها، گردنبند و آیینه و سنجاق‌های کوچک و بزرگ، حتی سنجاق قفلی و … در میان اشیاء مفرغی لرستان وجود دارد که نشان از روح تمدن و زندگی وحس زیبایی شناختی در میان مردمان ایران و لرستان در هزاره‌های پیش است. ایزدپناه ازدهه پنجاه ازچهره‌های برجسته فرهنگی انجمن مفاخرایران بود. وی برای دسترسی به اسناد و ثبت فرهنگ‌ها و آثار مردم لردردوران تدریس دراداره آموزش وپرورش با وسیله شخصی به همه جا سفر می‌کرد ثبت و ضبط دشت وکوه وتپه ومردم وحتی مقابروگنبدها دراندیشه بنیان نهضت لرستان‌شناسی علمی عاشقانه گام‌های اساسی رابرداشت ثبت غارمیرملاث، غاردوشه، قلعه فلک افلاک، مسجدجامع بروجردوصدها آثارتاریخی تلاش مجدانه انجام داد حتی جمع‌آوری تورات کهن کلیمی هاوشاهنامه لکی، شناسنامه گنبد خلیل اکبر در پلدختر، از نمونه کارهای ارزشمند وی است.

## کتابشناسی
- (تألیف) «لرستان در گذرگاه تاریخ و زمان»
- (تألیف) «آثار باستانی و تاریخی لرستان ۳ جلد»
- (تدوین) «شاهنامه لکی»
- (تألیف) «فرهنگ لری»
- (تألیف) «فرهنگ لکی»
- (تألیف) «شاعران در اندوه ایران»
- (گردآوری) «داستانها و زبانزدهای لری و کتابشناسی مثلهای فارسی»
- (گردآوری) «آهنگ‌ها و ترانه‌های لری»
- (تألیف) «کتیبه‌های لرستان»